# Mohamed Lazghab
Mohamed Lazghab, né le 16 février 1939 à Ghomrassen, est un romancier et nouvelliste tunisien originaire du sud du pays. Il écrit essentiellement en langue française.

## Œuvre
Le village dont il est originaire est le lieu de déroulement de l'action de son roman intitulé Cheikh Messaoud. La plupart de ses livres seraient inspirés de faits réels qu'il a vécus, auxquels il a participé ou dont il a été le témoin[réf. nécessaire]. 

## Publications
- Le Mazigri, Tunis, Archipel, 1992, 206 p. (ISBN 978-9973-754-00-4).
- Le Grand cirque, Tunis, Atlas, 2002, 192 p. (ISBN 978-9973-788-85-6).
- Nouvelles de femmes : recueil, Tunis, Atlas, 2003, 173 p. (ISBN 978-9973-47-020-1).
- Chronique d'une agression annoncée : le vécu de la guerre en Irak par un arabe vivant à des milliers de kilomètres de Baghdad, Tunis, Atlas, 2003, 193 p. (ISBN 978-9973-47-007-2).
- Cheikh Messaoud, Tunis, Atlas, 2006, 368 p. (ISBN 978-9973-47-033-1).
- Le Réseau gazelle, Tunis, Atlas, 2008, 477 p. (ISBN 978-9973-47-059-1).
- Le Bâton de Moïse : roman, Paris, L'Harmattan, 2008, 252 p. (ISBN 978-2-296-05902-3).
- Le Printemps des délires ou variations sur une révolution, Tunis, Atlas, 2015, 374 p. (ISBN 978-9973-47-141-3).
- Si l'islam m'était conté, Saint-Denis, Edilivre, 2016, 416 p. (ISBN 978-2-334-00478-7).